# Maria Comnena

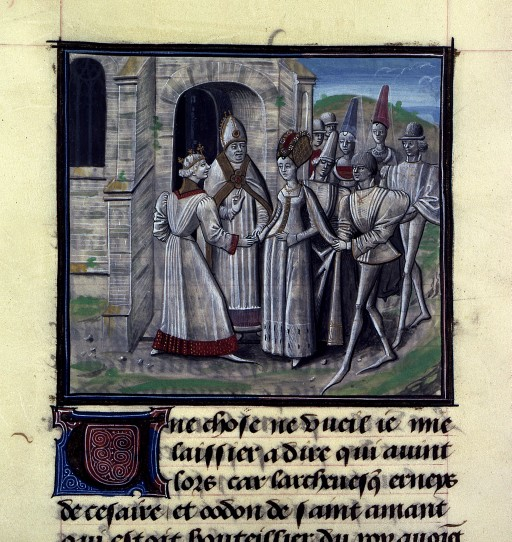
Huwelijksvoltrekking tussen Amalrik I en Maria Comnena, illustratie uit Willem Tyrus Historia...

Maria Comnena of Komnenos (ca.1154 – ca.1217) was de tweede vrouw van koning Amalrik I van Jeruzalem en moeder van koningin Isabella van Jeruzalem. Ze was de dochter van Johannes Komnenos, een Byzantijnse commandant op Cyprus, en Maria Taronitissa, een afstammeling van de oude Armeense koningen. Haar zus Theodora huwde Bohemund III van Antiochië, en haar broer Alexios was kortstondig een Byzantijnse troonpredendent in 1185.
Op 19 augustus 1165 huwen Amalrik en Maria in Tyrus, waar Maria ook gekroond wordt als koningin-gemalin. Enkele jaren later wordt hun dochter Isabella geboren, maar in 1174 wordt Amalrik ernstig ziek en overlijdt kort daarna. Maria hertrouwt in 1177 met Balian van Ibelin, een broer van Boudewijn van Ramla, samen krijgen ze vier kinderen, waaronder de latere regent van Jeruzalem Johannes van Ibelin.